# Wielki Gatsby (film 2000)
Wielki Gatsby (ang. The Great Gatsby) – amerykański melodramat telewizyjny z 2000 roku w reżyserii Roberta Markowitza. Jest to czwarta adaptacja powieści pod tym samym tytułem amerykańskiego pisarza F. Scotta Fitzgeralda.

## Główne role
- Toby Stephens jako Jay Gatsby
- Mira Sorvino jako Daisy Buchanan